# Haut conseil de paix
 (20 décembre 2017).
Le Haut conseil de paix, initié en 2010, est une instance afghane chargée d'établir des contacts avec les insurgés talibans. Il a pour objectif de mettre un terme à la guerre civile issue de la guerre de 2001, qui a amené la chute du régime taliban. L'ancien président Burhanuddin Rabbani dirige ce haut conseil jusqu’à son assassinat le 20 septembre 2011.

## Histoire
Alors envisagées les années précédentes, des tractations entre talibans et gouvernement ont lieu au cours de l'année 2010 : récemment[Quand ?] à Abou Dabi, et les 5 et 6 octobre[Quand ?] à Kaboul (avec Abdul Salaam Zaeef du côté taliban et Farouk Wardak du côté du gouvernement afghan ; il est ministre de l'Éducation).
Le président d'Afghanistan Hamid Karzai inaugure le Haut conseil le 7 octobre 2010. Une réunion se tient d'abord à Abou Dabi, puis les 5 et 6 octobre de la même année. Néanmoins, l'ancien président Rabbani est tué lors un attentat, le 20 septembre 2011.